# Lluvia Rojo
Lluvia Rojo Moro (Madrid, 6 de noviembre de 1976) es una actriz, cantante y compositora española.  

## Biografía
Realizó sus estudios de interpretación en el Estudio de Jorge Eínes y de música en el Real Conservatorio de Música de Madrid.
Es además licenciada en Traducción e Interpretación (inglés y alemán) por la Universidad Europea de Madrid.
Ha llevado a cabo sus estudios en Madrid, Nueva York y Berlín.
Es vocalista y compositora en el grupo de rock alternativo No Band For Lluvia (Subterfuge Records), junto a Lyndon Parish, Kevin Kajetzke y Pascu Monge, 
Colabora todas las semanas en el programa de RNE El canto del grillo con su sección "El backstage de Lluvia Rojo". 
Es profesora de Análisis Cinematográfico en la Universidad Europea de Madrid.
Realiza habitualmente trabajos de traducción para la editorial Alfaguara.
Lluvia es vegetariana desde los 15 años y en varias entrevistas ha resaltado los beneficios que le aporta esta forma de vida.
Es activista por los derechos de los animales, los derechos humanos y el medio ambiente.
Lluvia fue portada de la revista Interviú en su ejemplar número 2093 (primera semana de junio de 2016).
Fue portada de la revista MAN de julio de 2014, con un amplio reportaje en su interior.
En 2001 se incorporó al elenco de la serie Cuéntame como pasó, en el papel de María del Pilar "Pili" Villuendas García y abandona la ficción de manera espontánea en el 2017.
Durante 2013, Lluvia participó en la campaña 'Yo quiero un circo sin animales', de Anima Naturalis, buscando que circos y espectáculos ambulantes se alejasen de la explotación de especies vivas.
Lluvia cuenta en su haber con varios premios, como el Premio Ercilla de Teatro a la mejor actriz revelación por su interpretación en “Don Juan, el burlador de Sevilla”, así como varias nominaciones a la mejor actriz de reparto, por parte de la Unión de Actores, por su trabajo en la serie “Cuéntame cómo pasó”.

## Filmografía

### Largometrajes
| Año  | Película                          | Personaje             | Director                   | Género                | Duración |
| ---- | --------------------------------- | --------------------- | -------------------------- | --------------------- | -------- |
| 1998 | Barrio                            | Chica bar de copas    | Fernando León de Aranoa    | Drama                 | 1h 45m   |
| 2002 | Peor imposible ¿Qué puede fallar? | Chica calle Chamartín | David Blanco, José Semprún | Comedia               | 1h 31m   |
| 2005 | El Calentito                      | Chus                  | Chus Gutiérrez             | Comedia musical/Drama | 1h 29m   |
| 2006 | El síndrome de Svensson           | Mariloli              | Kepa Sojo                  | Comedia               | 1h 30m   |
| 2006 | Pobre juventud                    | Penélope              | Miguel Jiménez             | Drama                 | 1h 38m   |
| 2008 | Íntimos y extraños                | Amanda                | Rubén Alonso               | Comedia/Romántico     | 1h 32m   |
| 2017 | Conducta Animal                   | Emma                  | Miguel Romero Grayson      | Terror                | 1h 22m   |

### Cortometrajes
| Año  | Título                                    | Personaje           | Director              | Género          | Duración |
| ---- | ----------------------------------------- | ------------------- | --------------------- | --------------- | -------- |
| 2002 | Alianza mortal                            | Mónica              | Hermanos Rico         | Drama           | 14m      |
| 2003 | Las superamigas contra el profesor Vinilo | Fresa               | Domingo González      | Acción          | 15m      |
| 2005 | Ricardo, piezas descatalogadas            | Agorafóbica         | Hermanos Rico         | Drama/Comedia   | 20m      |
| 2006 | The Old Man in the Sea                    | María               | Enrique Rodríguez     | Drama           | 10m      |
| 2009 | Paco                                      | María de las rubias | Jorge Roelas          | Comedia         | 12m      |
| 2011 | Chanel 5                                  | Norma Jean          | Aarón García Sampedro | Drama           | 12m      |
| 2011 | Sssh!                                     | Yina                | Laura Campos          | Thriller        | 20m      |
| 2015 | 32 de diciembre                           | Conchi              | Luis Soravilla        | Drama/Romántico | 15m      |
| 2015 | Algo que decir                            | Maite               | José Ángel Lázaro     | Musical         | 19m      |

### Televisión
Series
- Cuéntame cómo pasó TVE  (2001-2017), como María del Pilar "Pili" Villuendas García.
- Paraíso TVE (2003)
- Hospital Central Tele 5 (2000)
- Ellas son así (1999)
- A las once en casa (1998)

Programas (presentadora y colaboradora)
- Hora punta TVE, 2017
- Buscamundos Nueva York, secreta,  La 2, 2012
- Buscamundos Nueva York,  La 2, 2012
- Buscamundos Guatemala, La 2, 2012
- Buscamundos Europa en tren,  La 2, 2012
- + Música (Canal satélite digital), (1997-1998)
- Los 40 principales Canal + (1997-1998)

### Teatro
- El Príncipe y la Corista, de Terence Rattigan. Dirigida por Pilar Castro. (2017).
- Planazo Machotes, de Chus Delgado. Dirigida por Chus Delgado. (2013).
- Una oportunidad, de Chus Delgado. Dirigida por Chus Delgado. (2012).
- Don Juan, el burlador de Sevilla (2008-2009), de Tirso de Molina, dirigida por Emilio Hernández Soriano.
- Aquí no paga nadie, de Darío Fo. Dirigida por Esteve Ferrer. (2004–2005).

### Radioteatro
- Don Quijote de la Mancha, dramatización radiofónica de RNE , en el papel de Sanchica (2015)
- Un Mundo Feliz, dramatización radiofónica de RNE en el papel de Lenina Crowne (2013)
- Psicosis, dramatización radiofónica de RNE en el papel de Marion Crane (2010)[1]

## Radio
- Colaboradora semanal en el programa El canto del grillo, de RNE en la sección "El backstage de Lluvia Rojo". (2014–Actualidad).
- Colaboradora semanal en el programa Asuntos propios, de RNE en la sección "la Jukebox de Lluvia Rojo". (2010–2012).

## Discografía
- DEAD END. (2011). (Subterfuge Records).
- X1FIN, juntos por Mali. Varios Artistas. (2010). (Sony Music).
- X1FIN, juntos por el Sáhara, Varios Artistas. (2009). (Sony Music).

## Traducciones
- Contigo hasta el final. #Kiss me 4 (The Goal: an off-campus Novel) de Elle Kennedy (2017). (Editorial Alfaguara)
- Cuidado con ella (Beware That Girl) de Elizabeth Craft & Shea Olsen (2016). (Editorial Alfaguara)
- Flower. Un amor intenso (Flower) de Elizabeth Craft & Shea Olsen (2016). (Editorial Alfaguara)
- Inmune a ti. #Kiss me 3 (The Deal: an off-campus Novel) de Elle Kennedy (2016). (Editorial Alfaguara)
- Objetivo: tú y yo. #Kiss me 2 (The Deal: an off-campus Novel) de Elle Kennedy (2015). (Editorial Alfaguara)
- Prohibido enamorarse. #Kiss me 1 (The Deal: an off-campus Novel) de Elle Kennedy (2015). (Editorial Alfaguara)
- Gritaré tu Nombre (How to Say I Love You Out Loud) de Karole Cozzo (2015). (Editorial Alfaguara)
- Los líos de Annabel Craven. Fantasmas Vs. Populares (Dead Serious I: I Text Dead People) de Rose Cooper (2015). (Editorial Alfaguara)
- Muerte en el club de lectura (Poppy Done to Death) de Charlaine Harris (2014). Editorial Suma de Letras (Grupo Santillana)
- Muerta y... ¡acción! (Last Scene Alive) de Charlaine Harris (2014). Editorial Suma de Letras (Grupo Santillana)
- Muerto Para Siempre Dead Ever After) de Charlaine Harris (2013). Editorial Suma de Letras (Grupo Santillana)
- De tal Muerto tal Astilla (A Fool and his Honey) de Charlaine Harris (2013). Editorial Suma de Letras (Grupo Santillana)
- Perdiendo la cabeza (Dead Over Heels) de Charlaine Harris (2013). Editorial Suma de Letras (Grupo Santillana)

## Activismo
Durante 2013, Lluvia Rojo participó en la campaña "Yo Quiero Un Circo Sin Animales" de AnimaNaturalis para prohibir el uso de animales en circos y espectáculos ambulantes. Un año antes, en 2012, la actriz hizo su primer desnudo también para la organización AnimaNaturalis y la misma causa en contra de los circos.
Colabora con varias ONG, asociaciones ecologistas y de defensa de los animales.
Forma parte del patronato de la fundación "Voces".

## Premios y candidaturas
- Premio Joven 2015. XIII Premios Cine y Salud 2015. Gobierno de Aragón.
- Candidatura Unión de Actores 2014. Mejor interpretación femenina de reparto en televisión por Cuéntame cómo pasó.
- Premio Joven Talento 2013. III Festival Aragonés de Cine y Mujer.
- Premio QUEARTE 2011 . Joven Talento Femenino
- Candidatura Unión de Actores 2010. Mejor interpretación femenina de reparto en televisión por Cuéntame cómo pasó.
- Premio Ercilla de Teatro 2008. Mejor Actriz Revelación por Don Juan, el burlador de Sevilla.
- Candidatura Unión de Actores 2007. Mejor interpretación femenina de reparto en televisión por Cuéntame cómo pasó.
- Premio "solidario a las artes escénicas" 2006 concedido por la Fundación Lumiere.
- Candidatura Unión de Actores 2004. Mejor interpretación femenina de reparto en televisión por Cuéntame cómo pasó.